# Navadni prašiček
Navadni ali kletni prašiček, znan tudi z nadvrstnim imenom kočič (znanstveno ime Porcellio scaber), je vrsta raka enakonožca, ki se rad zadržuje blizu človeških bivališč.

## Opis
Ima hrbtno-trebušno sploščeno členjeno telo, dolgo do 2 cm. Načeloma je sive barve (na trebušni strani bolj blede), čeprav obstajajo tudi rjavkaste, rumenkaste in oranžnkaste različice. Na eksopoditih zadkovih nožic ima razvita 2 para nepravih dihalnic (psevdotraheje), podobnih tistim pri stonogah. Te vzdušnice so dobro vidne in spominjajo na nekak bel žepek. Navadni prašiček se ni sposoben povsem zviti v kroglico. Od pozidnega prašička se loči po tem, da ima ob prvih krnastih tipalnicah druge tipalnice dvočlene, pozidni prašiček pa tročlene.

## Razširjenost
Prvotna območje navadnega prašička sta srednja in zahodna Evropa, s človekom pa se je razširil skoraj po vsem svetu; veliko jih lahko najdemo v Severni Ameriki, Južni Afriki in Avstraliji, o njih pa poročajo tudi s Havajev in Otoka princa Edvarda. Ustreza mu zmerno topli pas. Na kopno je bolje prilagojen kot vodni osliček, zadržuje se predvsem pod suhim listjem in trohnečimi debli, zlasti poleti lahko tudi pod skorjo.

## Pomen za človeka
Ker se kočiči prehranjujejo z mrtvimi rastlinskimi ostanki, so v vrtu potrebni zaradi naravnega kroženja snovi. Včasih pa naj bi objedali rastline podobno kor polži; tedaj naj bi jih ulovili na prerezan krompir, s ploskvijo obrnjeno na tla.
Prašički za svoj oklep potrebujejo apnenec. Vir apnenca je tudi malta, kar naj bi bil poglavitni razlog, da je navadnega prašička tako pogosto najti v naseljih.